# Capitata
Sous-ordre
Les Capitata sont un sous-ordre d'animaux de la classe des hydrozoaires, qui fait partie de l'embranchement des cnidaires (les cnidaires sont des animaux relativement simples, spécifiques du milieu aquatique ; on y retrouve, entre autres, les coraux, les anémones de mer et les méduses).
Comme tous les hydrozoaires, ces animaux passent par un stade méduse et un stade polype, privilégiant parfois l'un ou l'autre. Ce groupe contient notamment les coraux de feu, les porpites et les vélelles. 

## Liste des familles
Selon World Register of Marine Species (10 septembre 2023) :
- famille Asyncorynidae Kramp, 1949
- famille Cladocorynidae Allman, 1872
- famille Cladonematidae Gegenbaur, 1857
- famille Corynidae Johnston, 1836
- famille Halimedusidae Arai & Brinckmann-Voss, 1980
- famille Hydrocorynidae Rees, 1957
- famille Milleporidae Fleming, 1828 — Coraux de feu
- famille Moerisiidae Poche, 1914
- famille Pennariidae McCrady, 1859
- famille Porpitidae Goldfuss, 1818
- famille Pseudosolanderiidae Bouillon & Gravier-Bonnet, 1988
- famille Pteronemidae Haeckel, 1979
- famille Rosalindidae Bouillon, 1985
- famille Solanderiidae Marshall, 1892
- famille Sphaerocorynidae Prévot, 1959
- famille Teissieridae Bouillon, 1978
- famille Tricyclusidae Kramp, 1949
- famille Zancleidae Russell, 1953
- famille Zancleopsidae Bouillon, 1978

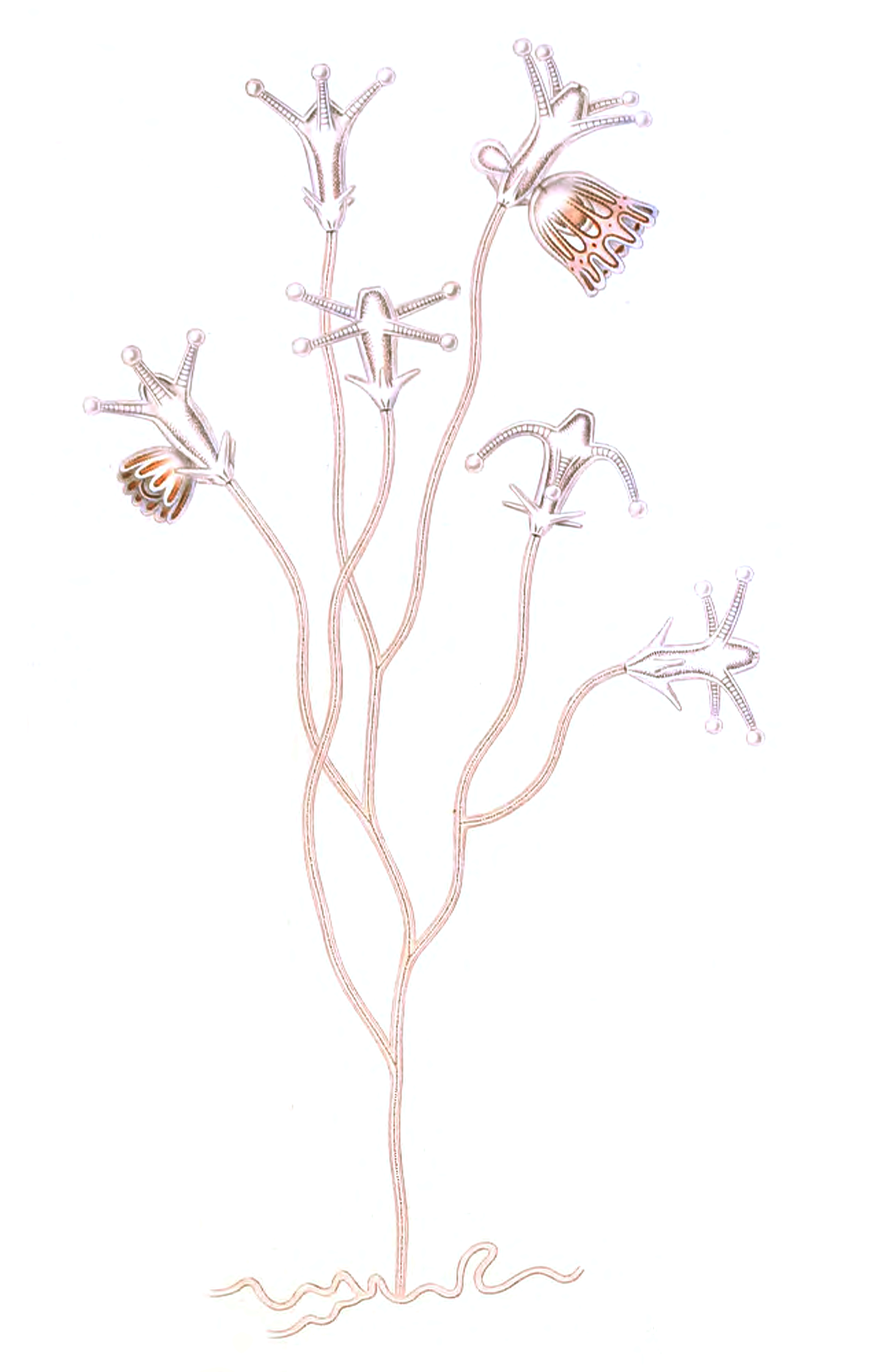
Cladonema radiatum, un Cladonematidae
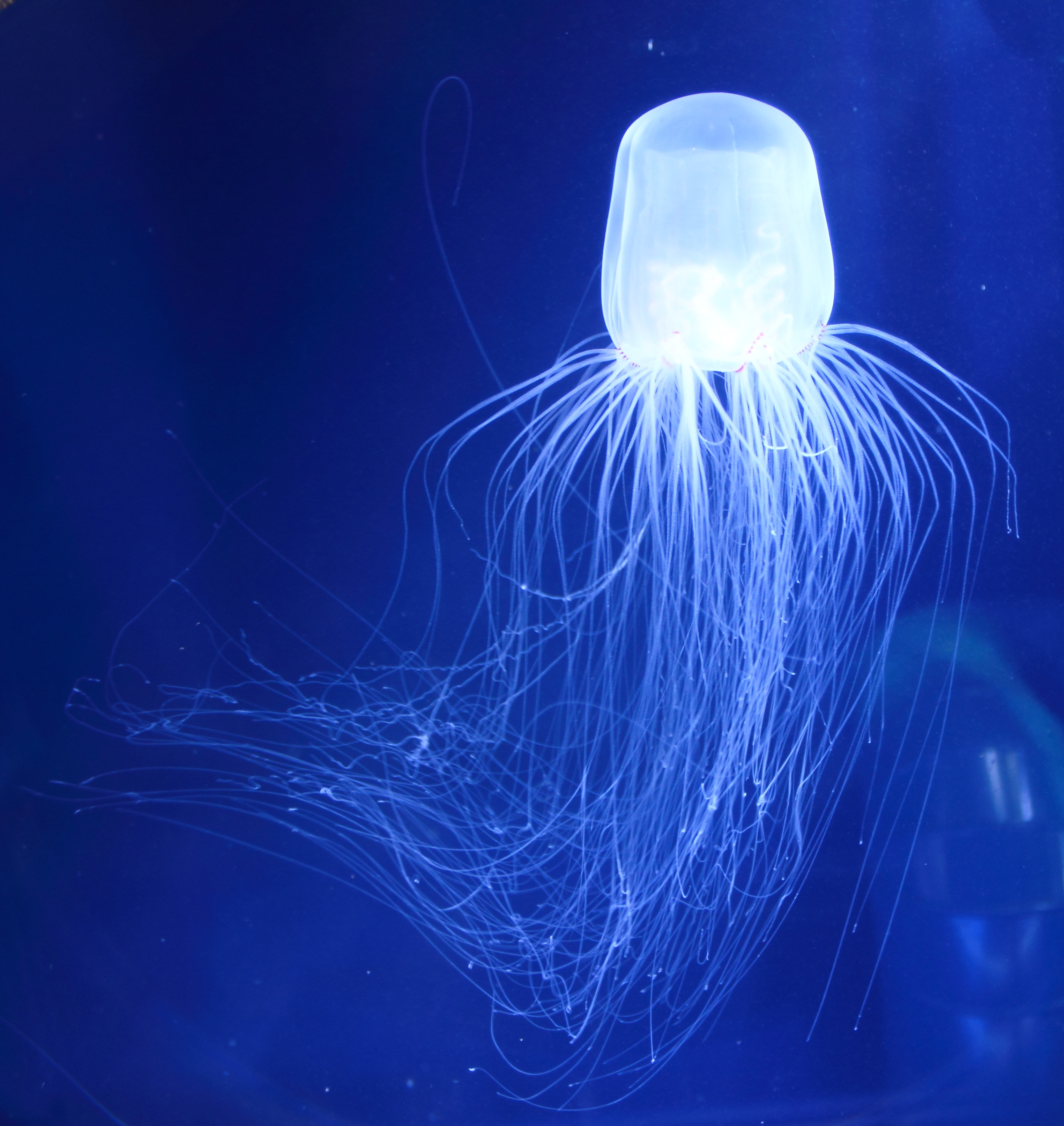
Spirocodon saltator, un Corynidae
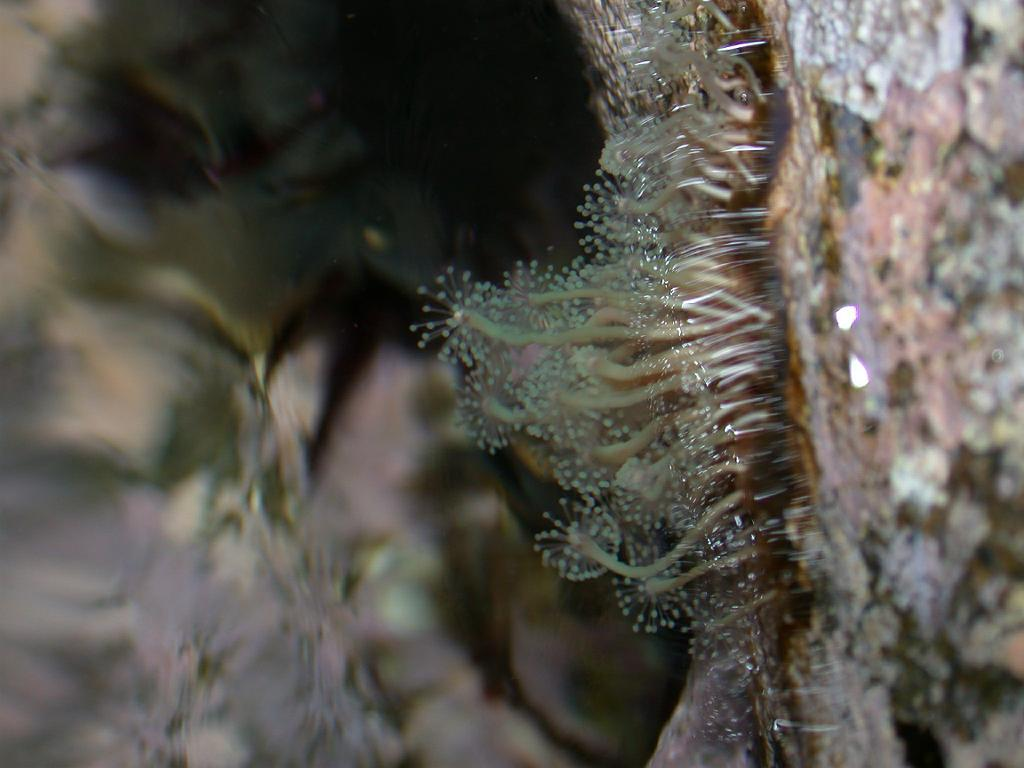
Hydrocoryne miurensis, un Hydrocorynidae
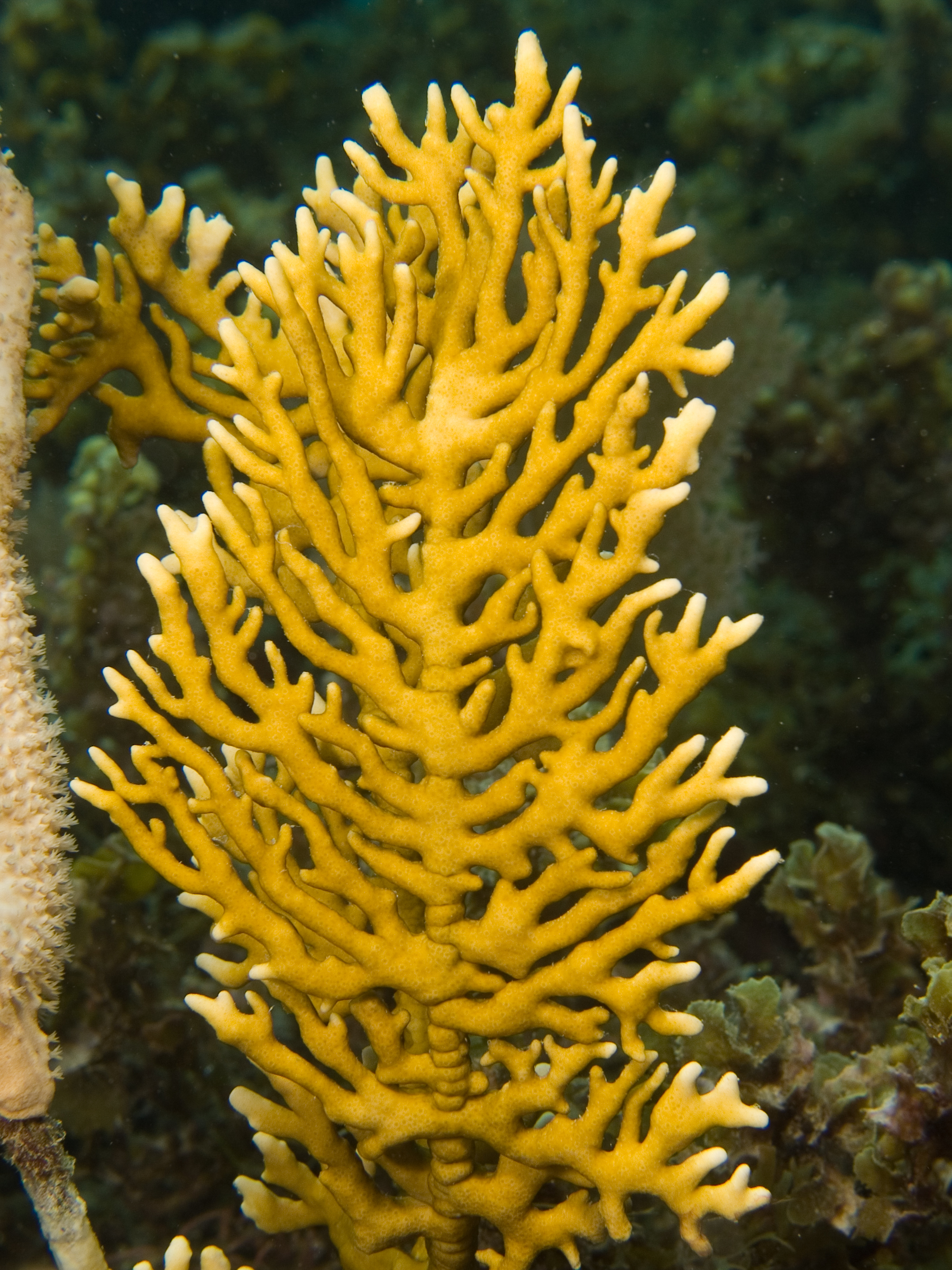
Millepora alcicornis, un Milleporidae
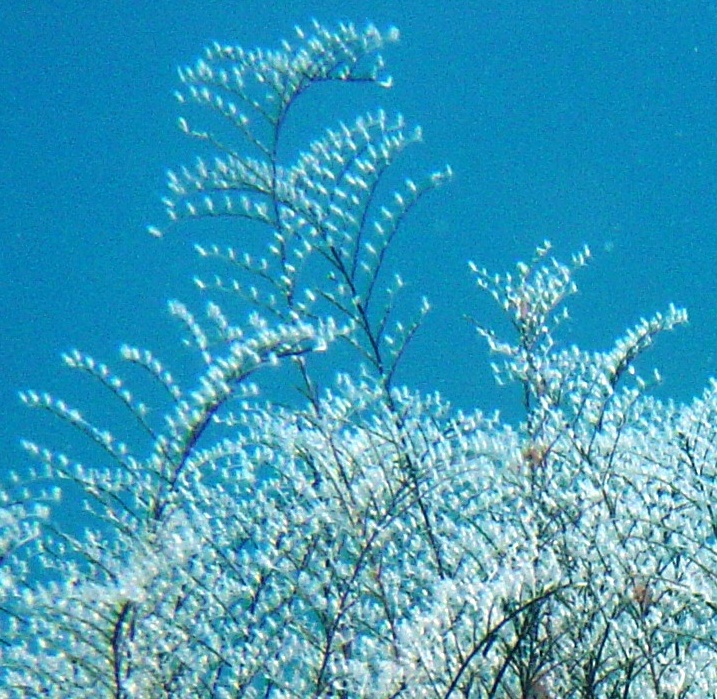
Pennaria disticha, un Pennariidae
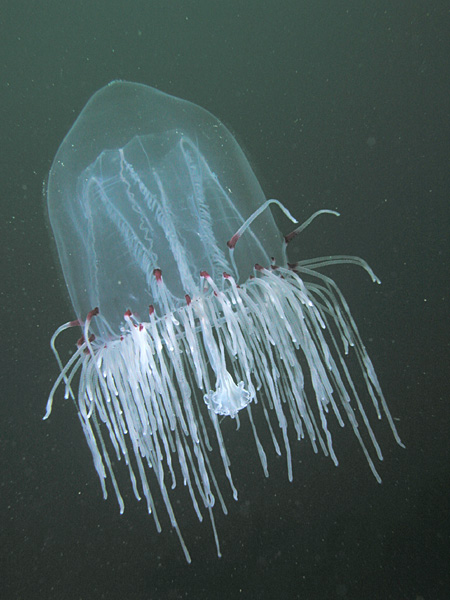
Scrippsia pacifica, un Polyorchidae
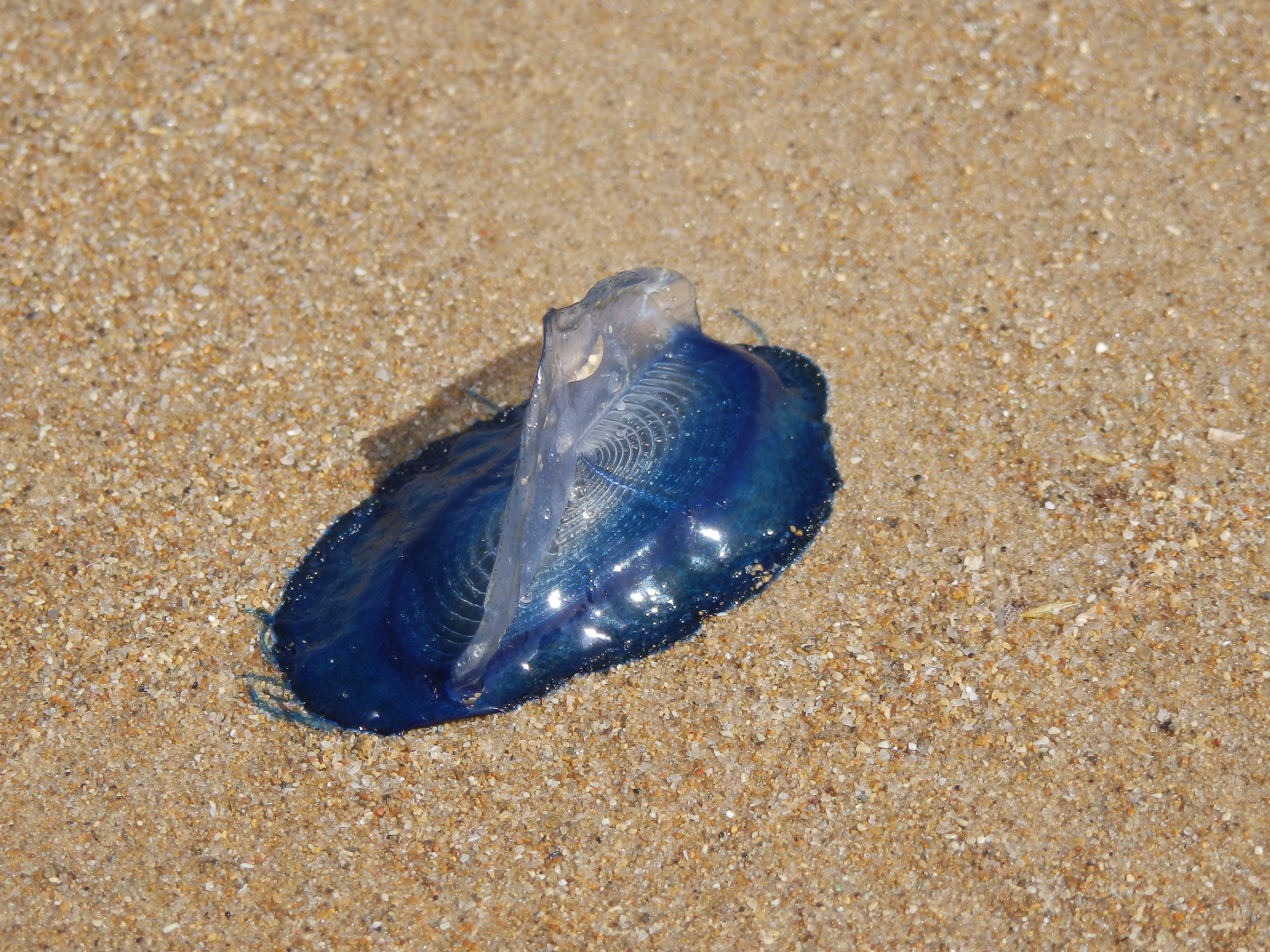
Vellela vellela, un Porpitidae
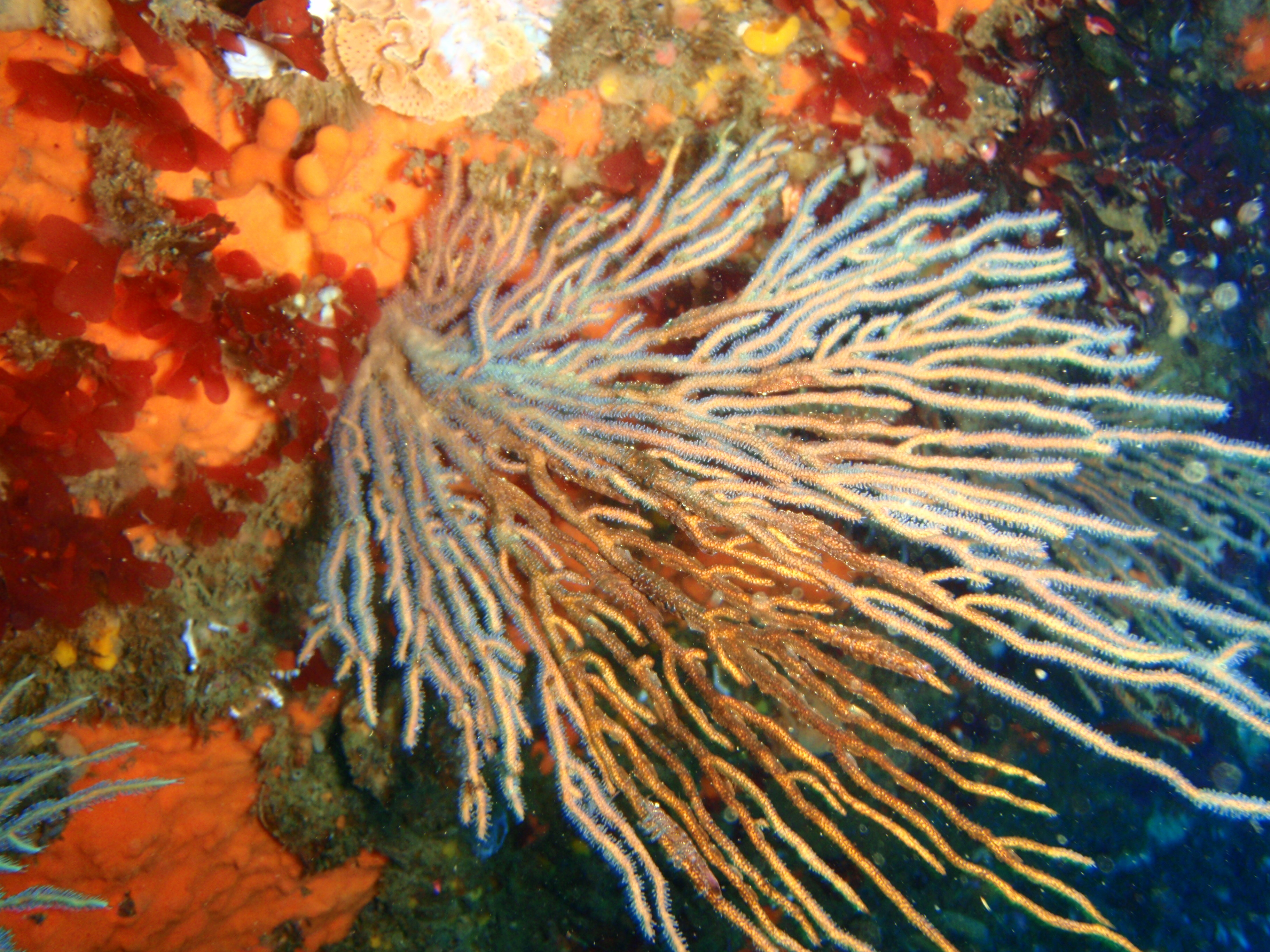
Solanderia procumbens, un Solanderiidae
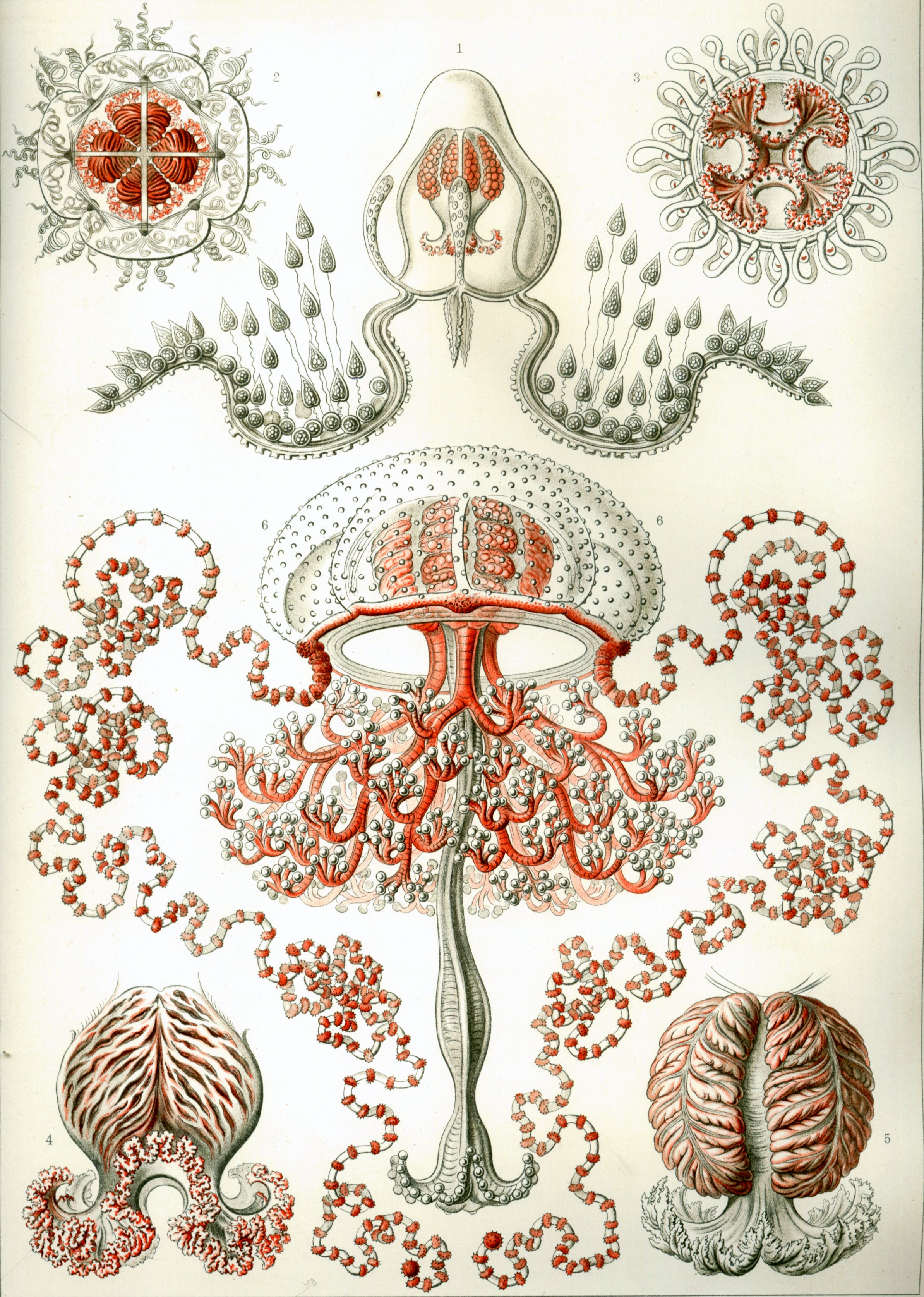
Des Zancleidae